# David Mundell
David Gordon Mundell, WS  (sinh ngày 27 tháng 5 năm 1962) là một chính khách và luật sư của đảng Bảo thủ Scotland. Ông từng là Bộ trưởng Ngoại giao Scotland từ năm 2015 đến 2019. Ông đã từng là Thành viên của Quốc hội cho Dumfriesshire, Clydesdale and Tweeddale ở Scotland từ năm 2005.
Ông lần đầu tiên được bầu làm Nghị sĩ cho Dumfriesshire, Clydesdale and Tweeddale vào năm 2005–10 và giữ chức Bộ trưởng Ngoại giao Bóng tối cho Scotland từ năm 20051010 và Bộ trưởng Ngoại giao cho Scotland từ năm 2010–15. Ông phục vụ trong Nội các với tư cách là Bộ trưởng Scotland từ năm 2015 đến năm 2019;  Bảo thủ đầu tiên giữ vị trí kể từ Michael Forsyth năm 1997.

## Đời tư
Vào ngày 13 tháng 1 năm 2016, Mundell công khai là người đồng tính trên trang web cá nhân của mình; ông được cho là bộ trưởng nội các bảo thủ đồng tính công khai đầu tiên. Biệt danh của ông là 'Fluffy'.
Trước đây anh đã kết hôn với Lynda Carmichael nhưng cặp đôi đã ly hôn.  Ông có ba người con, một trong số đó, Oliver Mundell, là MSP bảo thủ cho Dumfriesshire đã giành được ghế trong Quốc hội Scotland vào tháng 5 năm 2016.